# 三湖镇 (新干县)
三湖镇，是中华人民共和国江西省吉安市新干县下辖的一个乡镇级行政单位。2010年人口39691人，面积47.82平方公里。

## 地理
位于新干县西北，地处赣江与袁水之间的冲积平原，地形平坦，辖境内最高点海拔为32米，最低点海拔为26米，平均海拔20米。与大洋洲镇及樟树市永泰镇相隔赣江。

## 历史
古称商洲，曾以枳壳生产出名，称“商洲枳壳”或“三湖枳壳”。清咸丰十年（1860年）曾在此设三湖厘金分局。
张恨水小说《北雁南飞》即以三湖镇私塾为背景。

## 经济
主产柑橘及枳壳。其中枳壳在明清时曾有盛名，但当地地情资料中常将商洲与《本草图经》、《元丰九域志》中所说的陕南商州枳壳搞混。

## 行政区划
三湖镇下辖以下地区：
三湖社区、廖坊村、湖坪村、街仔上村、莲湖村、蒋家村、山里村、厚堎村、砚洲村、白沙堎村、滩头村、滨里村、白马村、上聂村、傅堎村、曾坊村和堎里村。